# Brodski Stupnik
Brodski Stupnik je općina u Hrvatskoj. Nalazi se u Brodsko-posavskoj županiji.

## Zemljopis
Brodski Stupnik je naselje u Brodsko-posavskoj županiji, 17 km. udaljeno od županijskog središta, grada Slavonskog Broda. Općina Brodski Stupnik smještena je ispod pitomih obronaka Dilj gore na glavnoj pruzi Zagreb – Vinkovci, a čine ju četiri naselja: Brodski Stupnik, Krajačići,Lovčići i Stari Slatinik. Gospodarski položaj je povoljan jer područjem Općine prolaze važni državni i međunarodni, cestovni i željeznički koridori. Naselje je nastalo na reljefnom spoju posavske nizine i slavonskog gorja i danas je dio neprekinutoga niza sela između Nove Gradiške i Slavonskog Broda, dugog gotovo 60 km. Područje općine obuhvaća površinu od 56,83 kvadratna kilometra na kojoj živi 1012 domaćinstava s 3036 stanovnika. Jedan dio naselja se proteže prema rijeci Savi i graniči s općinom Bebrina, dok se dio naselja smjestio na brdovitom predjelu sjeverno od glavne ceste prema selu Lovčić koje ujedno čini sjevernu granicu općine Brodski Stupnik.  Zapadno, općina graniči s općinom Oriovac dok se s istočne strane veže na općinu Sibinj. 

### Selo Brodski Stupnik
Samo selo danas leži najvećim dijelom duž ceste koja povezuje Slavonski Brod i Novu Gradišku i ima više od 1500 stanovnika.
Ulice: Ulica Stjepana Radića – glavna ulica
Ulice od zapada prema istoku:
- južno od glavne ulice: Ulica Antuna Rašića, Ulica bana Jelačića, Omladinska Ulica, Ulica Hrvatskog proljeća, Ulica Petra Zrinskog, Radničko naselje
- sjeverno od glavne ulice: Vinogradska Ulica, Radničko naselje, Ulica svetog Nikole, Ulica Budin dol, Ulica Jurčića dol...

## Stanovništvo
Po popisu stanovništva iz 2021. godine, općina Brodski Stupnik imala je 2357 stanovnika, raspoređenih u 4 naselja:
- Brodski Stupnik – 1285
- Krajačići – 82
- Lovčić – 31
- Stari Slatinik – 959

Godine 2001. Općina Brodski Stupnik je imala 3526, a 2011. 3036  stanovnika

### Nacionalni sastav, 2011.
- Hrvati – 2971 (98 %)
- Srbi – 45 (0,15 %)
- Ukrajinci – 2 (0,006 %)
- Česi – 2 (0,006 %)
- Slovenci – 1 (0,003 %)
- ostali – 14 (0,04 %)
- neopredijeljeni – 53 (0,17 %)
- nepoznato – 6 (0,02 %)

| broj stanovnika | 1178  | 1184  | 1195  | 1646  | 1883  | 2316  | 2532  | 2480  | 2621  | 2757  | 3029  | 3096  | 3136  | 3267  | 3526  | 3036  | 2357  |
|                 | 1857. | 1869. | 1880. | 1890. | 1900. | 1910. | 1921. | 1931. | 1948. | 1953. | 1961. | 1971. | 1981. | 1991. | 2001. | 2011. | 2021. |

| broj stanovnika | 382   | 421   | 480   | 724   | 901   | 1172  | 1097  | 1206  | 1350  | 1440  | 1534  | 1573  | 1557  | 1636  | 1772  | 1586  | 1285  |
|                 | 1857. | 1869. | 1880. | 1890. | 1900. | 1910. | 1921. | 1931. | 1948. | 1953. | 1961. | 1971. | 1981. | 1991. | 2001. | 2011. | 2021. |

## Povijest
Ispod stupničkih vinograda nalazi se rudnik ugljena, koji je za vrijeme Domovinskog rata korišten kao zračno sklonište. U starom Zirinjaku postoje jos uvijek ostatci od stare tvrđave, za njih skoro nitko više i ne zna, s druge strane autoceste nalazi se staro tursko groblje, te stari put na kojem se pronalaze stare kovanice na arapskom jeziku. Krajom osamdesetih godina prošlog stoljeća kad su provodili kanalizaciju otkrivena je stara kanalizacija u centru sela koja vodi u stupničko brdo. Južno od sela nalaze se ribnjaci i Rižino polje s radničkim kućama u kojima živi nekoliko stanovnika, Rižino polje je izgrađeno prvo za proizvodnju riže, zatim za ovce, pa za kokoši i na kraju je ostao samo ribnjak. Rižino polje i ribnjaci bogati su životinjskim svijetom te su zaštićeni krajobraz prirode.

## Gospodarstvo
Osim na "malo obrtništvo", gospodarstvo općine sve je više usmjereno na vinogradarstvo i seoski turizam. Ističu se velike površine vinograda.

## Ugostiteljski objekti
Restoran "Ribarska kuća"
Hotel i vinarija "Stupnički Dvori"

## Spomenici i znamenitosti
- Crkva Sveti Martin na mjesnom groblju Lovčić
- Kapela svete Klare u Stupljanskom Brdu
- Kapela svete Ane u Stupljanskom Brdu
- Kapelica svetoga Antuna na Stupljanskom groblju
- Stara škola i stari društveni dom sagrađeni oko 1820. godine

## Obrazovanje
- Osnovna škola "Ivan Mažuranić",područna škola Stari Slatinik-Sibinj
- Osnovna škola "dr. Stjepan Ilijašević", područna škola Brodski Stupnik-Oriovac

## Kultura
- KUD "Zrinski"

## Šport
- NK Slavonac Brodski Stupnik, nogometni klub
- NK Svačić Stari Slatnik, nogometni klub
- KK Brodski Stupnik, košarkaški klub
- Šahovski klub
- Taekwondo klub "Hwa Rang" Brodski Stupnik

## Vanjske poveznice
|  | Zajednički poslužitelj ima još gradiva o temi Brodski Stupnik |